# Patriarcado latino de Constantinopla
El patriarcado de latino de Constantinopla (en latín: Patriarchatus Constantinopolitanus Latinorum) fue una circunscripción eclesiástica de la Iglesia católica en el Imperio latino de Constantinopla en la actual Turquía. Se trataba de un patriarcado latino. Desde el 5 de marzo de 1652 fue completamente una sede titular y fue suprimido en 1964.

## Territorio y organización
El patriarcado extendía su jurisdicción sobre los fieles católicos de rito latino y de rito bizantino residentes en el Imperio latino de Constantinopla.
El papa instruyó al patriarca latino a llenar las sedes episcopales de mayoría griega con obispos griegos leales a Roma, mientras que en las sedes con población mixta griega y latina, debía poner obispos latinos con protopapas, es decir arciprestes vicarios para la población griega, a la manera usual en Sicilia y el sur de Italia. Sin embargo, la situación fue muy compleja, hubo algunos obispos griegos que enviaron su sumisión a Roma y continuaron en el cargo, tales como Rodosto y Negroponte. Los metropolitanos de Atenas, Corinto, Patras y Creta, sin embargo, huyeron a Nicea y sus diócesis fueron ocupadas por latinos.
Las Notitiae Episcopatuum de los emperadores Manuel I Comneno (circa 1170) y Isaac II Ángelo (de fines del siglo XII) son las fuentes principales para conocer cómo se estructuraba el patriarcado de Constantinopla al momento del establecimiento del Imperio latino. La información disponible respecto a las diócesis que fueron parte del patriarcado latino es fragmentaria y basada sobre todo en la correspondencia papal y en las Provinciale Romanum de circa 1210/1212 y de 1228 (listas de provincias eclesiásticas).

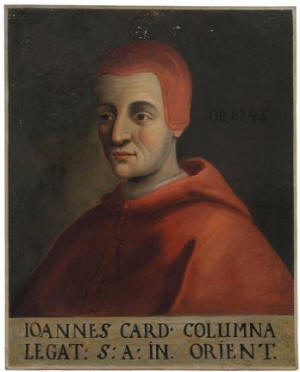
Legado papal en Constantinopla, cardenal Giovanni Colonna.

Morosini buscó reducir el número de diócesis, para lo cual el papa lo autorizó en 1206, aunque muchos cambios fueron ejecutados posteriormente por el legado papal el cardenal Giovanni Colonna (legado entre 1217 y 1223). Los latinos pusieron bajo la jurisdicción del patriarca latino como sus sufragáneas a las diócesis de Athyra y de Panion que hasta entonces lo habían sido del metropolitanato de Heraclea, suprimieron la autocefalía de la arquidiócesis de Derkoi y redujeron a diócesis sufragáneas a los metropolitanatos de Selymbria, Pegae y de Calcedonia. De esta forma el patriarca pasó a tener 6 diócesis sufragáneas latinas. Algunos obispos bizantinos quedaron al frente de sus diócesis e incorporados al patriarcado.
Se sabe que el metropolitanato de Calcedonia (una sede metropolitana sin sufragáneas) fue rebajado a diócesis sufragánea del patriarcado latino, que tenía dignatarios latinos en 1215 y que circa 1220 fue unida al patriarcado por el legado papal Colonna. El 8 de abril de 1225 el papa Honorio III aprobó la unión de la sede de Calcedonia con el patriarcado latino de Constantinopla.
El metropolitanato de Nicomedia tenía 11 sedes sufragáneas antes de 1204 y se conoce que en 1208 y 1211 le fueron elegidos obispos latinos rebajados a sufragáneos de Cizicó. En 1223, sin embargo, su titular es referido como arzobispo, aunque no aparece así en la Provincialia Romana de 1228. No se conoce nada sobre sus sedes sufragáneas que quedaron en territorio latino: Daskylion, Prainetos, Helenópolis, Daphnousia.
El metropolitanato de Cizicó tenía 14 sedes sufragáneas antes de 1204 y se supone que tuvo al frente obispos bizantinos católicos. La ciudad estuvo en manos latinas desde 1204 hasta 1228. Sin embargo, se sabe que la diócesis de Troas era su sufragánea y tenía un capítulo catedralicio latino en 1222 y un obispo latino en 1223. Las diócesis de Baris, Palaia/Pionia, Achyraeus/Lacorensis están atestiguadas como sus sufragáneas en este período. No se conoce nada sobre sus otras sedes sufragáneas que quedaron en territorio latino: Adrianou Therai, Dardanon, Ilion, Skamandros, Poimanenon, Hagios Kornelios. Lampsacó, que previamente era su sufragánea, aparece atestiguada como sufragánea de Parion.
El metropolitanato de Lesbos tenía 6 sedes sufragáneas antes de 1204. El arzobispo de Lesbos participó del Concilio de Letrán IV en 1215, quien pudo ser Juan de Lesbos mencionado en 1219. Cuando Lesbos fue capturada por el Imperio de Nicea en 1224-1225, el arzobispo Juan retornó a Occidente y murió en 1240. No se conoce nada sobre sus sedes sufragáneas que quedaron en territorio latino: Eressos, Tenedos.
El metropolitanato de Trajanópolis tenía 2 sedes sufragáneas antes de 1204. No se conoce si el arzobispo era latino, pero en 1217 obispos latinos sufragáneos son atestiguados en Ainos (antes de 1204 era arquidiócesis autocéfala) y en Makri. En la Provincialia Romana de 1228 Makri figura como arquidiócesis.
Entre las arquidiócesis autocéfalas existentes en 1204 que se conocen después, están: Parion (a la que el patriarca Morosini le agregó la localidad de Pegai circa 1209); Abydos (unida por el legado Colonna a la diócesis de Madytos circa 1220); Lopadion (se la menciona como diócesis sufragánea de Cizicó); Lemnos (unida a Constantinopla por el legado Colonna circa 1220); Methymna/Molyvos (circa 1220 el legado Colonna la unió a Lesbos, lo que confirmó Honorio III en 1222); Prokonesos/Destillariensis? (fue rebajada a sufragánea de Parion y en 1223 unida a Heraclea); Selymbria (en 1207 tenía un obispo latino sufragáneo del patriarcado); Madytos (en 1222 tenía un capítulo catedralicio latino); Kypsella, Apros y Rhousion (se sabe que eran sufragáneas de Vrysis); Derkos (pasó a ser sufragánea del patriarcado); Maroneia (se sabe que era sufragánea de Makri). No se conoce nada sobre otras arquidiócesis autocéfalas que quedaron en territorio latino: Vizye y Karavizye.
Entre las diócesis conocidas que eran sufragáneas de metropolitanatos que permanecieron en manos bizantinas o estaban fuera del patriarcado, están: Adramyttion (era sufragánea del metropolitanato de Éfeso, en 1222 se menciona que el papa le hizo un encargo a su obispo); Assos (era sufragánea de Éfeso, circa 1220 el legado Colonna la unió a Lesbos); Quíos (era sufragánea del metropolitanato de Rodas, circa 1220 el legado Colonna la transfirió a sufragánea de Lesbos); Medeia (era sufragánea de Heraclea, en 1210 Inocencio III la unió a Vrysis); Vrysis (era sufragánea del metropolitanato de Adrianópolis, en 1207 Warin fue designado como su arzobispo. Circa 1210 tenía otro arzobispo latino). No se conoce nada sobre otras sedes sufragáneas de Heraclea que quedaron en territorio latino: Teodorópolis, Chariópolis, Pamphylon, Sergentze, Metrai, aunque sí están atestiguadas: Daonion y Tzouroulon, mientras que Athyra se sabe que pasó a ser sufragánea de Constantinopla. Tampoco se sabe sobre las sedes sufragáneas de Adrianópolis (que fue la capital de un principado bizantino, aparece sin sufragáneas en 1228) que quedaron en territorio latino: Agatópolis y Trapovizye.
Entre las diócesis que se conoce que fueron creadas por los latinos, habiendo sido previamente inexistentes, están: Pegai (se le menciona un obispo latino en 1225, sufragáneo del patriarcado); Kantimoneia/Candimonia (aparece en la Provincialia Romana de 1228 como sufragánea de Cizicó); Lentiana/Lindinensis (aparece en la Provincialia Romana de 1228 como sufragánea de Cizicó).
En 1206 el papa rechazó la pretensión del patriarca de incorporar a la Iglesia de Chipre a su jurisdicción. Aunque en abril de 1207 el papa había confirmado que la arquidiócesis de Patras pertenecía al patriarcado, el legado Colonna en junio de 1222 la declaró excente de él, lo que confirmó Honorio III en julio de 1222. Lo mismo hizo con la arquidiócesis de Ainos en Tracia y con la diócesis de Madytos. Después de 1222 Honorius III unió la sede Mármara (Prokonesos) a Heraclea, confirmando lo dispuesto por Colonna.

## Historia

### Antecedentes
Antes del cisma de Oriente de 1054 la Iglesia cristiana dentro de las fronteras del antiguo Imperio romano fue efectivamente liderada por cinco patriarcas (la pentarquía): en orden descendente de precedencia: Roma por el papa de Roma (que rara vez usaba el título de patriarca) y los de Constantinopla, Alejandría, Antioquía y Jerusalén. En Occidente se reconoció que el patriarca de Roma tenía superioridad sobre los otros patriarcas, mientras que en Oriente, el patriarca de Constantinopla gradualmente llegó a ocupar una posición de liderazgo. En el este, el papa generalmente se consideraba primero entre iguales, pero no un superior directo. Las sedes de Roma y Constantinopla a menudo estaban en desacuerdo entre sí, así como las Iglesias griegas y latinas en su conjunto a menudo estaban en desacuerdo tanto en lo político como en lo eclesiástico. Hubo corrientes culturales complejas subyacentes a estas dificultades, incluido el hecho de que en Occidente los modelos feudales comenzaron a influir en la forma de ver las relaciones dentro de la Iglesia. Las tensiones condujeron en 1054 a una seria ruptura entre el este griego y el oeste latino llamado cisma este-oeste, que aunque no es absoluto en muchos lugares, todavía domina el paisaje eclesiástico.
Como consecuencia del cisma de 1054, la Iglesia latina y la Iglesia oriental se separaron lanzando anatemas y excomuniones mutuas y considerándose cada una como el custodio de la ortodoxia cristiana. El contraste, no solo religioso, había llevado a enfrentamientos cada vez más frecuentes entre los dos mundos opuestos: el mundo feudal cada vez más agresivo de Occidente y el Imperio bizantino en decadencia.
Indicador del deterioro progresivo de estas relaciones fue la relación particular que unió a Bizancio con Venecia, su antigua provincia, que se independizó en varias ocasiones y había brindado apoyo militar con su poderosa flota contra ella hasta que se ganó, con la bula de oro de Alejo I Comneno de 1082, importantes privilegios comerciales que la hicieron subir al rango de entidad mercantil principal en el Imperio: fue el premio por defender a Grecia del asalto de los normandos por Roberto Guiscardo. Posteriormente, los sucesivos emperadores confirmaron y ampliaron las concesiones iniciales, con nuevos monopolios, privilegios y exenciones cada vez más amplias, lo que hizo que el mercado griego dependiera cada vez más de Venecia y al final se volvió tan insoportable como para provocar la reacción violenta de Manuel I Comneno, que en 1171 hiciera arrestar a los 10 000 venecianos de la colonia de Constantinopla y a todos los demás residentes del Imperio, confiscando sus bienes y desencadenando un conflicto que se resolvió a favor del Imperio y obligó a Venecia a llegar a un acuerdo. En mayo de 1182 el emperador Andrónico I Comneno permitió la Masacre de los Latinos, en la cual unos 60 000 occidentales que vivían en Constantinopla fueron afectados, vendiéndose a muchos sobrevivientes como esclavos a los musulmanes. El legado papal fue decapitado. La masacre deterioró aún más las relaciones entre las Iglesias de Oriente y Occidente. El 8 de noviembre de 1202 zarpó de Venecia la flota de la Cuarta Cruzada a pesar del desagrado del papa, que desautorizó esta expedición. Dos días después los cruzados atacaban Zadar, que fue conquistada el día 15 del mismo mes. El papa optó por excomulgar a todos los expedicionarios, aunque en febrero de 1203 rectificó y perdonó a los cruzados, manteniendo la excomunión solo para los venecianos.

### Creación del patriarcado latino
La Cuarta Cruzada fue desviada a Constantinopla para apoyar los reclamos dinásticos de Alejo IV Ángelo, quien junto con su padre fue puesto en el trono imperial con ayuda de los cruzados. Ante el no pago de la totalidad del dinero convenido por la ayuda y el ataque a la flota cruzada por los bizantinos, los cruzados y venecianos hicieron un tratado en marzo de 1204 por el cual acordaron repartirse el Imperio bizantino. Un emperador latino sería elegido por ellos, mientras que la Iglesia de Constantinopla quedaría para la parte que no ganara la elección imperial y tendría derecho a elegir un patriarca. Los cruzados invadieron y saquearon la ciudad el 12 de abril de 1204, eligiendo el 9 de mayo de 1204 un emperador latino del partido cruzado. Esto no fue obra del obispo de Roma, el papa Celestino III, quien inicialmente habló en contra de la Cuarta Cruzada. Al escribirle a su legado, el papa dijo: ¿Cómo, en efecto, la Iglesia griega será devuelta a la unión eclesiástica y a la devoción por la Sede Apostólica cuando ha sido acosada con tantas aflicciones y persecuciones que ella ve que los latinos son solo un ejemplo de perdición y de obras de oscuridad, de modo que ahora, y con razón, detesta a los latinos más que a los perros?
Siguiendo los acuerdos previos entre los cruzados y los venecianos, inmediatamente después de la creación del Imperio latino fueron designados 15 canónigos venecianos en el cabildo de la catedral de Santa Sofía. El subdiácono veneciano Tomás Morosini fue elegido por unanimidad patriarca por el cabildo, que además dispuso que solo podían integrarlo venecianos. El papa Inocencio III no fue consultado para la creación del patriarcado. Luego de enterarse, el 7 de diciembre de 1204 escribió una carta a los obispos y abades latinos en ejercicio cristiano en Constantinopla recomendándoles nombrar sacerdotes latinos en las iglesias abandonadas por los griegos, ignorando al patriarca, como si su elección no hubiera ocurrido. 

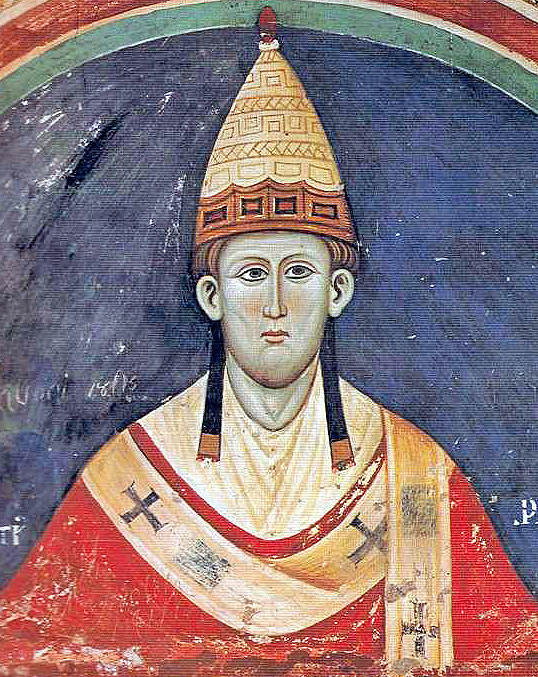
Inocencio III, papa que reconoció al patriarcado latino de Constantinopla

El 21 de enero de 1205 el papa envió otra carta a los clérigos latinos de Constantinopla, explicándoles que su consistorio había declarado inválida y no canónica la elección de Morosini por los canónigos venecianos excomulgados. Sin embargo, el papa teniendo en cuenta su preocupación por la cruzada, la necesidad de establecer el orden en el nuevo Imperio latino y el deseo de unión de las Iglesias, había decidido confirmar el nombramiento de Morosini como patriarca de Constantinopla. Levantó también la excomunión a los venecianos. Su cambio de opinión se debió a la necesidad de congraciarse con el emperador latino y con los venecianos. Además, los obispos ortodoxos que mantuvieron sus sedes debieron jurar lealtad al papa. Inocencio III reconoció al patriarca latino todas las prerrogativas tradicionales que tenían los patriarcas griegos de la ciudad. Los venecianos habían establecido un patriarcado subordinado de la manera occidental al papa, de manera similar a lo que ya había ocurrido en los estados cruzados de Tierra Santa. Morosini, quien residía en Italia, fue consagrado personalmente por el papa como diácono, sacerdote y obispo, e investido con el palio de arzobispo entre el 5 y el 20 de marzo de 1205. Además de sus poderes como metropolitano, Morosini recibió el derecho a ungir reyes.
Al menos unas 20 iglesias y monasterios bizantinos fueron tomados para el culto latino, entre ellas, además de Santa Sofía, la iglesia de los Santos Apóstoles, San Anastasio, San Pablo, Cuarenta Mártires, el monasterio Pantocrator, etc.

### Desarrollo posterior
Morosini fracasó en reconciliar a los griegos bizantinos ortodoxos, tanto clérigos y laicos, al dominio católico, quienes transfirieron su lealtad al antiguo patriarcado ortodoxo que sobrevivió en el Imperio de Nicea. En agosto de 1206 Morosini prohibió todos los servicios griegos en la ciudad, debido a que no lo conmemoraban. El patriarca griego Juan X de Constantinopla salió de Constantinopla después de su caída en 1204 y se refugió en Didimótico en Tracia, aunque fuentes occidentales aseguran que reconoció la primacía del papa, al parecer no se sometió ni se opuso al patriarcado latino. Tampoco aceptó refugiarse en Nicea y murió en abril o mayo de 1206. Los griegos de Constantinopla solicitaron al papa la elección de un nuevo patriarca griego, pero les fue negado y en 1208 Miguel IV de Constantinopla fue entronizado en Nicea en oposición papal. Después de la muerte de Morosini en junio o julio de 1211 en Tesalónica, la sede quedó vacante. A fines de 1213 el nuevo legado papal Pelagio (obispo de Albano) llegó a Constantinopla. Su llegada marcó el final de la política más suave que Morosini había llevado con los griegos, pues Pelagio se embarcó en una serie de persecuciones contra los monjes ortodoxos y fieles griegos de la capital, generando una reacción que hizo que muchos de los que habían aceptado la dominación latina pasaran a oponerse a ella. En noviembre de 1215 fue elegido patriarca el obispo Gervasio de Heraclea.

### Abandono de Constantinopla
Ante la debilidad del Imperio latino, el papa buscó afianzar sus vínculos con la República de Venecia y el 15 de febrero de 1253 designó como patriarca al veneciano Pantaleón Justiniani. Sin embargo, el Imperio latino en Constantinopla fue finalmente derrotado y desposeído por un resurgente Bizancio en 1261. En la noche entre el 24 y el 25 de julio de 1261 el patriarca latino Justiniani logró escapar a Negroponte (Calcis, en la isla de Eubea). En la sede patriarcal permaneció en calidad de vicario, Antonio, capellán de Justiniani y archidiácono de Torcello, aunque Santa Sofía volvió a la ortodoxia. A partir de este momento, los patriarcas, aunque privados de su sede, continuaron residiendo en Negroponte o Venecia, ya que Justiniani vivió en la esa ciudad al menos desde 1268 hasta en 1274 y participó en el Concilio de Lyon II. Continuó así supervisando las restantes diócesis católicas latinas en varias partes de la Grecia latina todavía existente, en las provincias eclesiásticas de Atenas, Tebas y Neopatras.
Cuando el último emperador latino Balduino II huyó de Constantinopla, fue muy bien recibido en Roma por el papa Urbano IV, quien le prometió apoyo para recuperar el trono. Esta amenaza de apoyo continuo llevó al nuevo emperador griego a buscar una reunión entre las Iglesias de Oriente y Occidente. Para terminar con el cisma el papa Gregorio X envió una embajada al emperador Miguel VIII Paleólogo, que había reconquistado Constantinopla. Buenaventura de Fidanza por parte de la Iglesia católica y el patriarca Juan XI Beco en representación de la ortodoxa, lograron un acuerdo sobre las diferencias que separaban ambas Iglesias en el Concilio de Lyon II en 1274. El aparente éxito de la unión fue sin embargo muy efímero ya que se encontró, desde el primer momento, sin la aceptación del bajo clero y del pueblo griego. Juan XI Beco fue reconocido como patriarca católico griego de Constantinopla en 1275, pero eso no afectó la posición de Pantaleón Justiniani. Juan XI Beco fue depuesto en 1282 por la jerarquía ortodoxa oriental, terminando así una unión de corta duración. 
El patriarcado mantuvo en el exilio su propio clero, incluido un capítulo de 11 canónigos al que el papa le encomendó la elección del sucesor de Justiniani. En 1286 fue elegido Pedro Correr, confirmado por el papa Honorio IV, aunque es posible que no haya salido de Venecia. A la muerte de Correr el 7 de febrero de 1302, el papa unió el patriarcado a la arquidiócesis de Candia en Creta y el 31 de marzo de 1302 fue elegido patriarca Leonardo Falier. 
El 31 de julio de 1308 fue elegido patriarca y arzobispo de Creta Nicolás de Tebaida. El 8 de febrero de 1314 el papa Clemente V separó el patriarcado de la arquidiócesis de Creta y lo unió con la sede episcopal de Negroponte, hasta entonces sufragánea del arzobispado latino de Atenas, para que los patriarcas pudieran una vez más tener una diócesis territorial en suelo griego y ejercer un papel directo como jefe del clero latino en lo que quedaba de la Grecia latina.

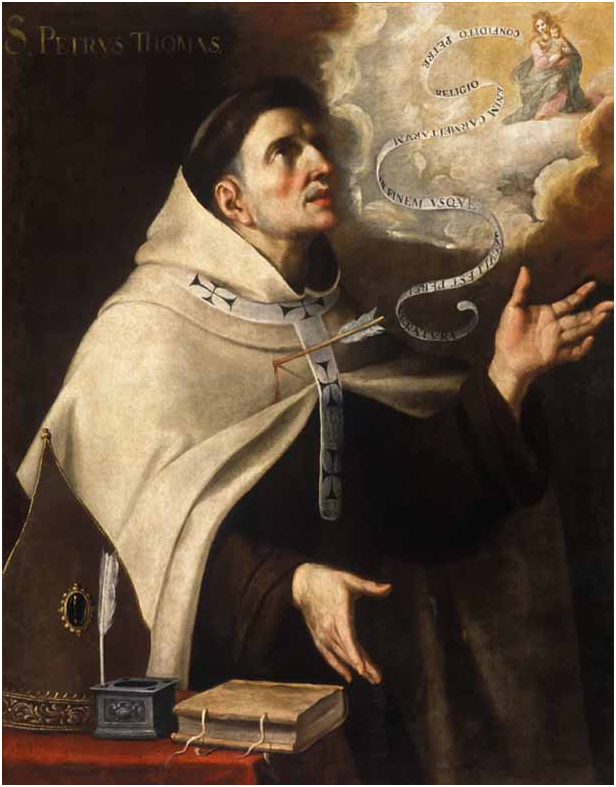
San Pedro Tomás, patriarca latino de Constantinopla entre 1364 y 1366

En 1342 el patriarca Enrique de Asti organizó la primera Cruzada de Esmirna contra el Beylicato de Aydın. Los cruzados lograron capturar el puerto y la ciudadela de Esmirna el 28 de octubre de 1344. Cuando el 17 de enero de 1345 el patriarca trató de celebrar la misa en una estructura abandonada que creía que había sido la catedral del metropolitanato de Esmirna, fuerzas turcas los atacaron, mataron al patriarca y masacraron a los demás, entre ellos el comandante veneciano Pietro Zeno. La ciudad de Esmirna permaneció en manos cristianas hasta 1402. En octubre de 1365 el patriarca Pedro Tomás participó en la cruzada contra Alejandría, que fue tomada pero inmediatamente abandonada. La tradición dice que en uno de los asaltos, el patriarca fue herido con una flecha y murió en Chipre el 6 de enero de 1366. Por eso era tenido como mártir, aunque su muerte fue por otro motivo, y es considerado santo de la Iglesia católica.
Desde 1379 el patriarcado se vio envuelto en el Cisma de Occidente con dos patriarcas rivales respondiendo a los papas de Roma y de Avignon, a los que se sumó un tercer rival el 22 de agosto de 1409 en obediencia al papa nombrado por el Concilio de Pisa. Desde el 9 de junio de 1417 solo quedaron los patriarcas en obediencia romana y pisana. El patriarcado quedó reunificado a partir del 26 de diciembre de 1427, con Juan Contarini como único patriarca. Sin embargo, Contarini nunca tomó posesión del patriarcado en Negroponte, enviando solo vicarios y murió en Venecia en 1451.

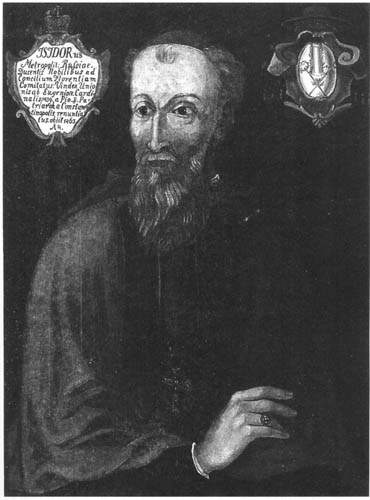
Isidoro de Kiev, patriarca latino de Constantinopla entre 1455 y 1463

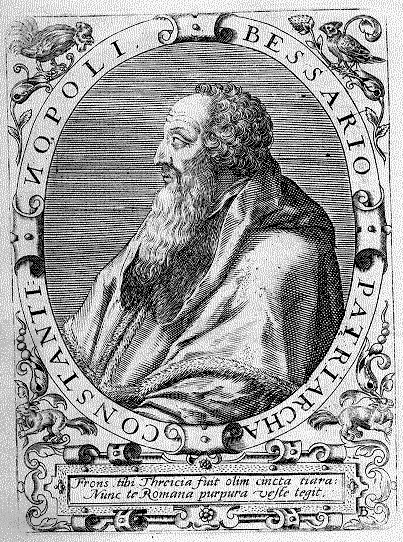
Basilio Besarión, patriarca latino de Constantinopla entre 1463 y 1472

El 6 de julio de 1439 en el Concilio de Florencia se logró la unión de la Iglesia ortodoxa con la Iglesia católica, por lo que hubo un patriarca latino y otro católico griego. El 12 de diciembre de 1452 en la Santa Sofía fue proclamada solemnemente la unión en presencia del emperador Constantino XI y del legado papal Isidoro de Kiev. El 29 de mayo de 1453 el Imperio otomano capturó Constantinopla poniendo fin al Imperio bizantino y a la unión de las Iglesias de Oriente y Occidente. El legado papal vistió a un muerto con su ropa y logró engañar a los otomanos, que decapitaron al cadáver y lo ultrajaron, fue enviado como esclavo a Asia Menor y en septiembre de 1453 logró escapar y regresó a Roma. El papa lo nombró patriarca latino de Constantinopla el 20 de abril de 1458, reteniendo su título de arzobispo de Nicosia. Murió el 27 de abril de 1463, siendo decano del Sacro Colegio de Cardenales. Tanto Isidoro de Kiev como su sucesor (desde abril de 1463) Basilio Besarión eran de origen ortodoxo y fuertes partidarios de la unión de las Iglesias. Al conquistar la ciudad los otomanos, transformaron en mezquitas o destruyeron iglesias y monasterios ortodoxos. Las iglesias latinas no siguieron la misma suerte que las griegas, solo fue confiscada la de San Antonio porque los frailes observantes habían apoyado a los imperiales y se cerró temporalmente la veneciana de Santa María. La comunidad genovesa de Pera (o Gálata), ubicada fuera de las murallas, se había mantenido neutral y los otomanos les permitieron continuar allí como extranjeros con nuevas condiciones según las normas islámicas de un firmán del sultán.

### Patriarcado titular

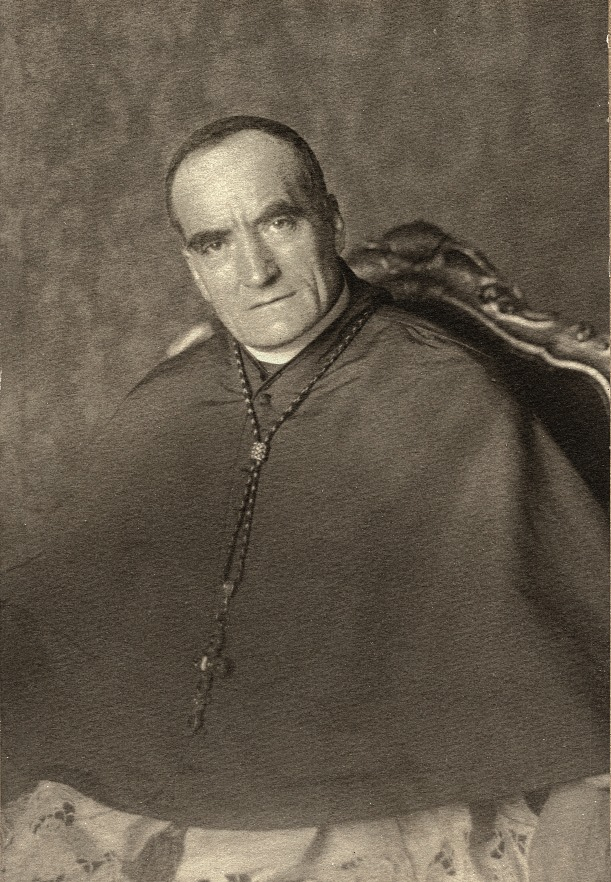
Antonio Anastasio Rossi, último patriarca latino de Constantinopla

Después de que los venecianos perdieron Negroponte a manos otomanas el 12 de julio de 1470, el patriarcado perdió su jurisdicción territorial y permaneció como titular en Venecia. El 23 de noviembre de 1472 fue elegido patriarca Pedro Riario.
Como se mantuvo la comunidad genovesa de Pera, el patriarca conservó el derecho de nombrar anualmente un vicario patriarcal que residía en Constantinopla, aunque los genoveses asistían a la iglesia de San Miguel, bajo control del arzobispo de Génova y con clero genovés, por lo que el vicario patriarcal tenía escaso poder. A mediados del siglo XVI la población católica latina de Constantinopla se había reducido a unas 1600 personas libres y 6000 esclavos, permaneciendo 9 iglesias en Gálata y 3 en la capital.
En 1623 la recién creada Congregación de Propaganda Fide, para reducir aún más los poderes remanentes del patriarca titular, decidió nombrar un obispo auxiliar para la sede de Constantinopla. Se nombraron sucesivamente dos obispos: Livio Lilio el 19 de agosto de 1625 y Jacinto Subiano el 14 de noviembre de 1644. Sin embargo, los conflictos de jurisdicción entre los obispos auxiliares y los vicarios patriarcales eran inevitables. Así, el 5 de marzo de 1652, el papa Inocencio X aprobó el decreto de la Propaganda fide super union vicariatus constantinopolitani cum suffraganeatu eiusdem. El 15 de abril del mismo año, la decisión fue comunicada al vicario patriarcal Severoli y al obispo auxiliar Subiano, quien simultáneamente se convirtió en el primer vicario apostólico. Así, la Santa Sede puso bajo su propia autoridad al vicario apostólico de Constantinopla, que desde ese momento asumió la dignidad episcopal y el patriarcado pasó a ser completamente titular (in partibus infidelium). Tomó el nombre de vicariato apostólico de Estambul el 30 de noviembre de 1990.
Luego de la muerte del patriarca Antonio Anastasio Rossi el 29 de marzo de 1948, la sede titular permaneció vacante y finalmente fue abolida en 1964 por el papa Pablo VI durante el Concilio Vaticano II, para mejorar las relaciones con la ortodoxia en momentos en que el patriarca católico y el patriarca ortodoxo Atenágoras I llevaban adelante pasos de reconciliación entre las Iglesias.